# Mikelripshi
Mikelripshi (en georgiano: მიქელრიფში; en abjasio: Мқьалрыԥшь, romanizado: Mkjalrypsh; en ruso: Мкялрыпш, romanizado: Mkyalrypsh; en armenio: Միքելրիփշ, romanizado: Michelrips) es un pueblo que pertenece a la parcialmente reconocida República de Abjasia, parte del distrito de Gagra, aunque de iure pertenece al municipio de Gagra de la República Autónoma de Abjasia de Georgia.

## Geografía
Mikelripshi está a 23 km al noroeste de Gagra. Limita con un terreno montañoso boscoso y difícil acceso de las montañas del Gran Cáucaso en el norte y en el este; al otro lado del río Psou, en la frontera entre Rusia y Abjasia, está el pueblo de Jermolovka (krai de Krasnodar);  además de Leselidze al sur. 

## Historia
Según fuentes escritas, había un pueblo abjasio de nombre Jushkaripsh (en ruso: Хушкарипш, romanizado: Jushkarypsh) pero que en la década de 1870, sin embargo, el área fue abandonada como resultado del genocidio circasiano o muhayir tras la guerra del Cáucaso (1877-1878) y el pueblo también. En 1893, la gran mayoría de la aldea estaba habitada por armenios hamshen de la provincia de Samsun, que se mudaron aquí desde el Imperio otomano, y la llamaron Mikelripsh. 
En la era soviética, los pueblos de los alrededores, que formaban un solo selsovet con Mikelrypsh, fueron renombrados con nombres georgianos. Los habitantes se dedican al cultivo del tabaco, el maíz, la ganadería y la avicultura. El pueblo tiene una escuela secundaria, una biblioteca y un club.
Durante la guerra en Abjasia, en 1992 el nombre Mikelripshi pasó a llamarse de forma oficial Mkjalripsh. 

## Demografía
La evolución demográfica de Mikelripshi entre 1959 y 2011 fue la siguiente:
| 250                                                 | 190 | 326 |
| (Fuente: Population of Abkhazia since Soviet times) |     |     |

La población ha tenido un enorme aumento de población en términos porcentuales, aunque la inmensa mayoría de la población sigue siendo armenia. Según el censo de 1959, la mayoría de la población local eran armenios y georgianos.
|              | 2011      | 2011       |
| Grupo étnico | Población | Porcentaje |
| ------------ | --------- | ---------- |
| Georgianos   | 5         | 1,5%       |
| Abjasios     | 3         | 0,9%       |
| Rusos        | 7         | 2,1%       |
| Ucranianos   | 2         | 0,6%       |
| Armenios     | 308       | 94,5%      |
| Griegos      | 1         | 0,3%       |
| Total        | 326       | 100%       |